# 伊那市の歌
「伊那市の歌」（いなしのうた）は、長野県伊那市の市歌である。作詞・宮脇至、補作・佐伯孝夫、作曲・高木東六。
本項では（旧）伊那市の前身自治体の一つである上伊那郡東春近村および、2006年（平成18年）に伊那市と新設合併した高遠町、長谷村の町村歌についても解説する。

## 解説
伊那市の前身となった上伊那郡伊那町には明治期から福沢悦三郎（青藍、1874年 - 1948年）が作詞した「伊那町歌」が存在し、町民の間で盛んに歌われたとされるが作曲者は不詳であり、楽譜は現存していない。
1954年（昭和29年）に伊那町他5村の合併で成立した伊那市においては発足当初から市民の間に市歌制定を熱望する声が強く存在したことから、1959年（昭和34年）の市制5周年を機に歌詞の懸賞募集を行った。入選者の宮脇至（臻之介）は上伊那郡中沢村（現在の駒ヶ根市）出身の歌人で、入選時は伊那市内で中学校の教員を務めていた。作曲は戦時中に伊那へ疎開していた縁から高木東六に依頼されたもので、高木は伊那市の新設合併直前に当たる2004年（平成16年）に名誉市民となり市役所前には「伊那市の歌」の歌碑が代表作「水色のワルツ」の歌碑と共に設置されている。
（旧）伊那市における市歌の制定告示は、発表から40年後の1999年（平成11年）11月1日付で行われた。

### 新設合併に伴う失効からの復活
「伊那市の歌」の制定主体であった（旧）伊那市は2006年（平成18年）3月31日に上伊那郡高遠町および長谷村と新設合併し、同日付で（新）伊那市が発足した。地方自治法上は編入合併でなく新設合併方式を採る場合、新市名が合併に参加する自治体の一つと同名であっても別個の地方公共団体として扱われるため、伊那市・高遠町・長谷村合併協議会において3町村の市町村歌いずれも「歌は、新市において新たに制定する」と取り決められたことを受けて失効・廃止の扱いとされた。
合併協議会のこの決定に対しては旧市域を中心に異論が強く、伊那市音楽協会により（旧）伊那市が制定した「伊那市の歌」を（新）伊那市の市歌として採用することを求める陳情が市議会に提出される。9月20日の市議会総務委員会による審議では「新設合併である。旧伊那市の歌を市歌にするのは、せん越極まりないという感情を持つ」として市歌の継承に反対する意見も出されたが、採決の結果「有識者による委員会を設置する。高遠町・長谷の市民の理解を得る」とする委員会の意見を付して賛成多数で趣旨採択とされ、市役所内に「伊那市の歌、花、木、鳥候補選定委員会」が設置された。
2007年（平成19年）11月16日付の選定委員会答申では、歌詞の内容を検討したうえで「伊那市の自然、風景、情景、希望、融和、力など叙情性にあふれるとともに、逞しく飛躍していく伊那市の姿が存分に謳われています。加えて、伊那地域、高遠町地域、長谷地域の伊那市のすべての地域を表した内容となっており、歌詞の内容を変える必要もなく、正に伊那市の歌としてもっともふさわしい」、合わせて「曲は伸びやかで広がりがあり、大勢で歌うと歌詞と旋律が一致し意気が高揚されるとともに、歌う人にとっても聴く人にとっても心に響き酔いしれる感動があり、さらには気持ちも爽やかになる、正に市民が歌うのにふさわしい名曲といっても過言ではありません」として、市議会の採択意見通り「伊那市の歌」を新設合併の過程に関わらず（新）伊那市の市歌として継承すべきである旨を結論付け、合併により失効・廃止された「高遠町町歌」と「長谷村歌」についても「地域の歌」として歌い継いで行くよう求められた。（新）伊那市における市歌の再制定は同年12月1日付で告示され、2008年（平成20年）4月5日に市役所で同時に選定された市花のサクラ・市木のカエデ・市鳥のライチョウと合わせて市民へのお披露目式が行われた。2016年（平成28年）には東京芸術大学シンフォニー・オーケストラと伊澤修二記念音楽祭合唱団の演奏を新録したCDが作られ、市内の公立小・中学校および公民館に配布されている。
長野県内では伊那市の他に、佐久市も1981年（昭和56年）制定の市歌「佐久・わが市（まち）」を合併協議会において歌詞の内容を検討したうえで「新市として内容に問題ない」と結論付け、新設合併後も継承している。

## 旧町村歌
以下は現在の伊那市域にかつて存在した自治体の町村歌である。

### 東春近村の歌
「東春近村の歌」（ひがしはるちかむらのうた）は、1954年（昭和29年）に伊那町他と合併した上伊那郡東春近村の村歌である。1923年 - 1924年（大正12 - 13年）頃に「東春近村の歌」を制定していたとされるが、作詞・作曲者は不詳。
歌詞と楽譜は1982年（昭和57年）刊行の『伊那市史 現代編』992ページに掲載されている。1980年（昭和55年）には東春近公民館が自主製作のシングル盤「東春近郷土のうた」に東春近小学校の校歌や「東春近音頭」と合わせて収録しており、2006年に春近郷ふれ愛館の新築移転10周年を記念してCD化されている。

### 高遠町町歌
「高遠町町歌」（たかとおまちちょうか）は、旧上伊那郡高遠町の町歌である。作詞・馬島律司、補作・松井芒人、作曲・中田喜直。1975年（昭和50年）1月23日に制定された。 
前述の「伊那市の歌、花、木、鳥候補選定委員会」答申に基づき「地域の歌」として継承する旨の申し合わせが行われており、毎年9月に開催される「高遠城下まつり」では2019年（令和元年）に50回記念としてフィナーレの花火打ち上げに合わせ旧町歌がBGMに使用された。

### 長谷村歌
「長谷村歌」（はせそんか）は、旧上伊那郡長谷村の村歌である。作詞・宮下千秋、作曲・平井丈一朗。1978年（昭和53年）4月に制定された。ビクター音楽産業が製造した三沢あけみのシングル「ざんざ節」（規格品番：PRA-10796）にB面曲として吹き込まれた音源がある。
「高遠町町歌」と同様に「伊那市の歌、花、木、鳥候補選定委員会」答申に基づき「地域の歌」として継承する旨の申し合わせが行われており、閉村記念誌『ふるさと長谷村』のDVDに収録されている。